# چوی سونگ-هیوک
چوی سونگ-هیوک (انگلیسی: Choe Song-hyok؛ زادهٔ ۸ فوریهٔ ۱۹۹۸) بازیکن فوتبال است.
از باشگاه‌هایی که در آن بازی کرده‌است می‌توان به باشگاه فوتبال پروجا و باشگاه فوتبال فیورنتینا اشاره کرد.
وی همچنین در تیم‌های ملی فوتبال زیر ۲۳ سال کره شمالی و کره شمالی بازی کرده‌است.